# UTC Engenharia
UTC Engenharia é uma empresa brasileira de engenharia fundada em 1974. Em 1996, a UTC empregava 890 pessoas e em 2010 7,5 mil pessoas. No mesmo período, o faturamento anual saltou de US$ 80 milhões para US$ 1,5 bilhão.
As principais atividades principais são: Gerenciamento de Empreendimentos; Fornecimento e Coordenação de Engenharia Básica e de Detalhamento de Engenharia; Procurement e Suprimento de Equipamentos e Materiais (Brasil / Exterior); Construção e Montagem; Condicionamento e Comissionamento; Pré-Operação e Operação Assistida; Partida; Manutenção Especializada.
A estrutura corporativa é composta pela UTC Engenharia, UTC Participações, Constran, UTC Exploração e Produção, UTC DI e UTC Investimentos.

## História
Criada em 1974 pelo grupo Ultra, foi adquirida pela empreiteira OAS em 1992. Funcionário da OAS havia 16 anos, Ricardo Pessoa dirigia a UTC quando a empreiteira baiana decidiu se desfazer do negócio e ofereceu o controle para ele e outros diretores. De acordo com o iG, publicado pelo Portal Grandes Construções, a posição societária de 2010 tinha Pessoa com 56,52% da empresa e outros dois sócios possuem, cada um, 21,75%.

### Envolvimento na Operação Lava Jato
A Polícia Federal (PF) indiciou três executivos da UTC Engenharia. 
Os executivos Ricardo Pessoa, Ednaldo Alves da Silva e Walmir Pinheiro Santana são apontados como responsáveis pelos crimes. Todos chegaram a ser detidos pela Operação Lava Jato.
Em 14 de novembro de 2014 o empresário ex-presidente da UTC Engenharia Ricardo Ribeiro Pessoa (na época Presidente), foi preso pela sétima fase da Operação Lava Jato, batizada de Juízo Final.

#### Vazamento da operação
Ricardo Pessoa e outros 10 investigados estavam com os telefones grampeados, com autorização da Justiça Federal.
No dia 13 de novembro quando Pessoa fala com um dos diretores do grupo UTC Walmir Pinheiro Santana também alvo da Lava Jato. Ambos estavam com os telefones monitorados pela PF com autorização da justiça: "Olha, eu… é… saí daqui do encontro lá com o nosso amigo agora", diz Santana, para o presidente da UTC, que quis saber quem era o amigo: "Qual? O Rui?". Santana confirmou: "É".
Pouco  mais de 8 horas para que a PF começassem a cumprir os mandados de prisão da Operação Juízo Final. A lista de prisões da Lava Jato no esquema de corrupção na Petrobras trazia entre seus nomes o de Pessoa. Minutos após ao diálogo (às 21h28), o advogado Tai liga para Pessoa e orienta o alvo a ler mensagens mandadas para ele no "vermelhinho" trata-se de um telefone exclusivo para comunicação supostamente segura entre os envolvidos, registra a PF, em seu relatório. "O que estão marcando amanhã cedo aqui?", questionou Pessoa, quando voltaram a falar por telefone. "Procedimentos", avisa Tai. Pessoa pergunta ao advogado, então, se eram os "nossos colegas" que estavam "marcando procedimentos ou os outros?" O advogado da UTC responde: "Os inimigos!". E acrescenta que a informação vem de "vários lugares".

#### Demissões e desinvestimento
De acordo com a Folha de S.Paulo, a UTC demitiu 15 mil dos 30 mil funcionários, deixou metade de sua sede para economizar aluguel e pode vender partes de seu negócio. A empreiteira ainda pode se desfazer de sua participação no aeroporto de Feira de Santana (BA) e no de Viracopos (SP). Os 23% que a companhia possui no aeroporto de Campinas podem valer até 400 milhões de reais, de acordo com a Folha.

## Principais obras

### Refino
- Refinaria Alberto Pasqualini (REFAP) – Canoas/RS.[8]
- Refinaria Presidente Getúlio Vargas (REPAR) – Araucária/PR.[8]
- Refinaria Henrique Lage (REVAP) – São José dos Campos/SP.[8]
- Refinaria de Paulínia (REPLAN) – Paulínia/SP.[8]
- Refinaria de Capuava (RECAP) - Mauá/SP.[8]

### Energia

#### Usina Angra 2
- Hidrelétrica São Manoel.[9]
- Hidrelétrica Itaipu.[9]

### Consórcio Angra 3
A UTC Engenharia pediu à Eletronuclear para sair do consórcio Angramon, responsável pela montagem eletromecânica da usina nuclear Angra 3. A empresa afirmou ao Estadão que "a UTC manifestou oficialmente interesse em deixar o consórcio." As empreiteiras a Odebrecht (atual OEC), Andrade Gutierrez, Camargo Corrêa, Queiroz Galvão e Techint Engenharia já haviam feito o mesmo pedido. A única a permanecer é a Empresa Brasileira de Engenharia (EBE).

## Corrupção

### Associação com doleiro Youssef
De acordo com investigações da Polícia Federal (PF), a UTC Engenharia se tornou sócia da GFD Investimentos, empresa do doleiro Alberto Youssef em empreendimentos hoteleiros na Bahia. Investigações da PF mostram que a empreiteira se associou em 2010 à GFD, no hotel Web Salvador Iguatemi e na compra de um terreno no município de Lauro de Freitas, na Bahia, adquirido por R$ 5,3 milhões, também destinado a um empreendimento hoteleiro.

### BR Distribuidora
Auditoria interna na BR Distribuidora identificou irregularidades no processo de licitação de três obras da UTC Engenharia que somam aproximadamente R$ 650 milhões. O dono da empreiteira, Ricardo Pessoa, e a subsidiária da Petrobras, BR Distribuidora são investigadas na Operação Lava Jato.

### Obras de Pasadena
De acordo com o ex-diretor da Petrobras, Paulo Roberto Costa, a UTC Engenharia e a Odebrecht ficariam com as obras da Refinaria de Pasadena, nos Estados Unidos que iriam custar entre U$ 1 a 2 bilhões.